# Засульская, Наталья Борисовна
Наталья Борисовна Засу́льская (28 мая 1969, Каунас, Литовская ССР, СССР) — советская российская баскетболистка. Центровая. Заслуженный мастер спорта СССР (1992).
Окончила МГАФК.

## Биография
Выступала за команды «Электросила» (Ленинград), «Дорна» (Валенсия, Испания), БК «Динамо» (Москва).
Рано и ярко заявила о себе в баскетболе. В 1988 году прошла отбор в олимпийскую сборную СССР и завоевала бронзу на Олимпиаде в Сеуле. В 1992 году стала олимпийской чемпионкой.

## Достижения
- Чемпионка Олимпийских игр 1992
- Бронзовый призёр ОИ-88
- Чемпионка Европы 1987, 1989, 1991
- Бронзовый призёр ЧЕ 1999
- Серебряный призёр ЧМ 1998
- Чемпионка СССР 1990
- Чемпионка России 1998, 1999, 2000, 2001
- Бронзовый призёр чемпионата России: 2002
- Лучший игрок суперлиги 1999
- Дважды завоевывала КЕЧ: 1991, 1992
- Участница шести «Финалов четырёх» чемпионата Европы
- Лучшая баскетболистка Европы 1992—1995
- Участница ОИ 2000 (6-е место)
- Включена в Зал славы ФИБА в 2010 году
- Лучшая баскетболистка десятилетия в России (по результатам первых десяти проведенных чемпионатов России 1992—2001)[1].
- Семикратный чемпион Испании 1992—1998